# جودیت گولد
جودیت گولد (انگلیسی: Judith Gould) نام مستعاری برای دو نویسندهٔ همنگار آمریکایی نیک بایینز و ری گلگر است.

### سه‌گانه عشق‌بازان
1. The Love-Makers, ۱۹۸۵
2. The Texas Years, ۱۹۸۹
3. Second Love, ۱۹۹۷